# Rijkserfambt
Rijkserfambten waren hofambten in het Heilige Roomse Rijk, die in het erfelijk bezit waren van bepaalde families.
Met de ontwikkeling van de aartsambten ontstaan ook de rijkserfambten. Onder ieder aartsambt staat een erfambt. De ambten werden verleend aan ministerialen en werden erfelijk. De bekleders van de erfambten moesten bij bepaalde gelegenheden aan het hof van de koning verschijnen en bepaalde erediensten verrichten. Gewoon werk werd van hen niet verlangd. Meestal was er met het ambt een donatie in grond verbonden, aanvankelijk volgens het hofrecht, later via het leenrecht. De Gouden Bul uit 1356 van keizer Karel IV regelde het instituut.
- erfseneschalk (Erbtruchsess) waren in de veertiende eeuw de graven van Nordenberg, sinds het eind van de vijftiende eeuw de graven van Selden-Eck en sinds het eind van de zestiende eeuw de graven van Waldburg.
- erfmaarschalk waren de graven van Pappenheim
- erfschenker waren de graven van Limpurg en na hun uitsterven in 1713 de graven van Althan
- erfkamerheer waren de graven van Falkenstein, later de vorsten van Hohenzollern.

Toen ten gevolge van de Westfaalse Vrede een achtste keurwaarde met het aartsschatmeestersambt werd ingesteld, kwam er ook een erfschatmeestersambt. Dit ambt werd verleend aan de graven van Sinzendorf.
Daarnaast waren er erfambten zonder een bijbehorend aartsambt.
- rijksjagermeester waren de graven van Urach, later de hertogen van Württemberg
- rijksdeurwachter waren de graven van Werthern
- rijkserfvoorsnijder waren de hertogen van Mecklenburg.